# 梅特·施約達格
梅特·施約達格（丹麥語：Mette Schjoldager，1977年4月21日—），是來自西蘭島羅斯基勒市鎮的丹麥女子羽球運動員。
梅特·施約達格在2000年雪梨奧運會上首次亮相。她與安-魯·約根森合作的女子雙打在第一輪擊敗烏克蘭組合，但在第二輪被印尼組合選手艾蒂·坦特里與辛西婭·圖旺柯塔擊敗。在混合雙打比賽中，她與延斯·埃里克森合作。兩人在第一輪比賽輪空，第二輪擊敗德國組合，並在四分之一決賽中被印尼選手特里·庫沙揚托與許一敏擊敗。
梅特·施約達格在2004年雅典奧運會與搭檔佩妮萊·哈德參加羽球比賽女子雙打比賽項目。兩人在第一輪輪空，在第二輪比賽中被韓國的羅景民和李敬元擊敗。她與搭檔延斯·埃里克森參加混合雙打項目，兩人在第一輪擊敗了法國組合。第二輪擊敗韓國的金鎔玄/李孝貞。在四分之一決賽中，兩人以15-12、15-8擊敗印尼的諾瓦·維迪安托/維塔·瑪麗莎晉級半決賽。在那裡，他們以15-9,15-5輸給了中國的張軍/高凌。在銅牌比賽中，他們以15比5和15比5的比分擊敗丹麥隊的喬納斯·拉斯姆森/麗克·歐爾森贏得銅牌。

## 主要比賽成績
只列出曾進入準決賽的國際賽事成績：
| 年份   | 賽事                     | 公開賽級別 | 項目     | 搭檔          | 成績 |
| ------ | ------------------------ | ---------- | -------- | ------------- | ---- |
| 2004年 | 奧林匹克運動會羽毛球比賽 | 其他       | 混合雙打 | 延斯·埃里克森 | 銅牌 |

### 奧運會和世錦賽參賽紀錄
|          | 搭檔          | 2004 |
| -------- | ------------- | ---- |
| 女子雙打 | 佩妮萊·哈德   | 16強 |
|          |               |      |
| 混合雙打 | 延斯·埃里克森 | 銅牌 |